# 知识信息园区站
知識信息園區站（：／ Jisik-jeongbo-danji yeok */?）是仁川地鐵1號線沿線的一座地下車站，位於韓國仁川廣域市延壽區松島洞。英文站名是的縮寫。

## 車站結構
站體為2面2線側式月台的地下車站，候車月台設有月台幕門，並有4處出口。

### 月台配置
| 科技公園 ↑ |
| \| 上      |
| ↓ 仁川大學 |

| 月台 | 路線               | 目的地                                       |
| ---- | ------------------ | -------------------------------------------- |
| 上行 | ●仁川都市鐵道1號線 | 源仁齋、富平、橘峴、桂陽方向                 |
| 下行 | ●仁川都市鐵道1號線 | 中央公園、國際業務園區、松島月光慶典公園方向 |

## 歷史
- 2009年6月1日：落成啟用。

## 車站周邊
- Well County
- 彌鄒忽公園
- 仁川海松高校
- 仁川天主教大學（朝鲜语：인천가톨릭대학교）

## 圖片

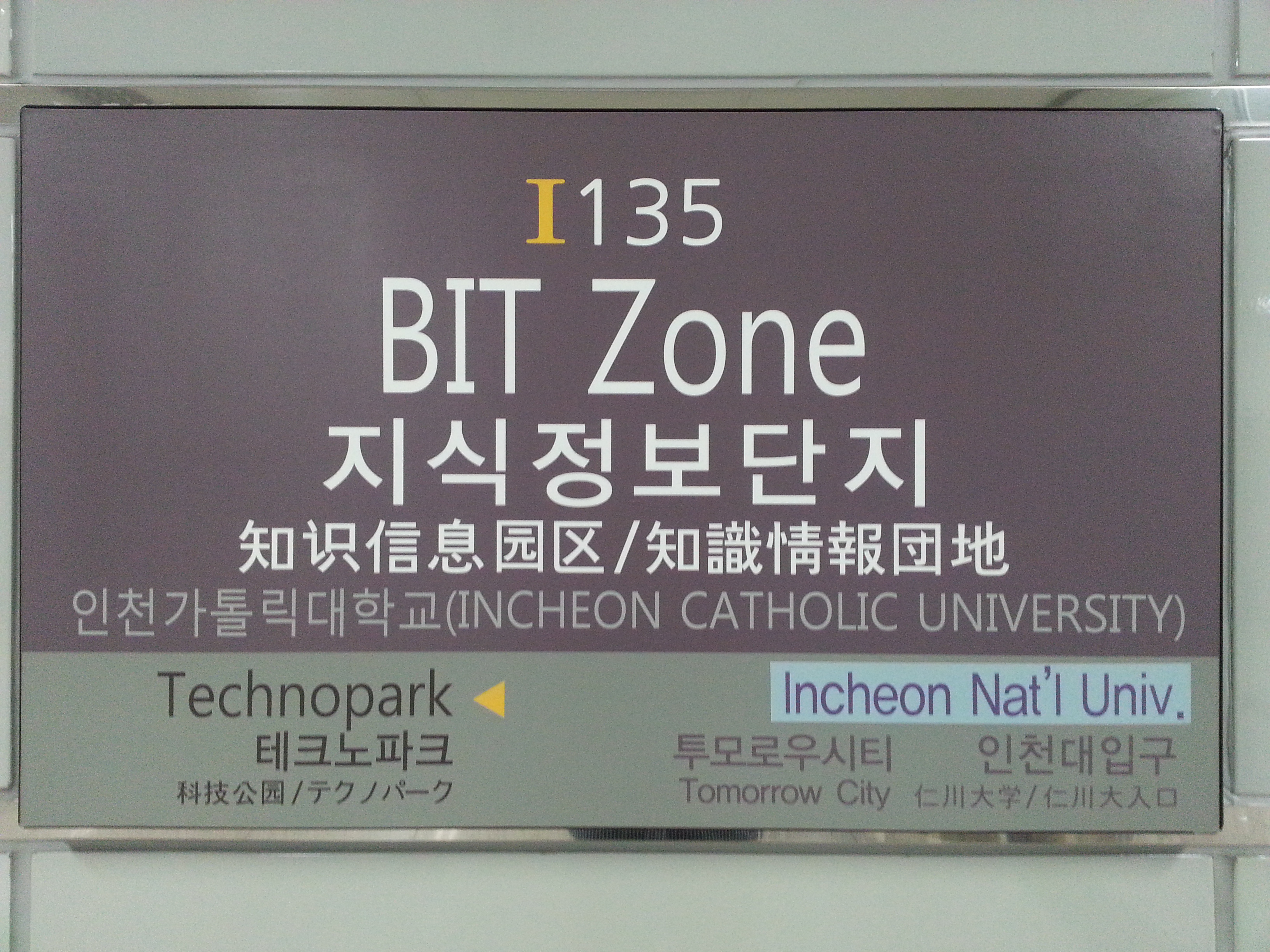
站名牌
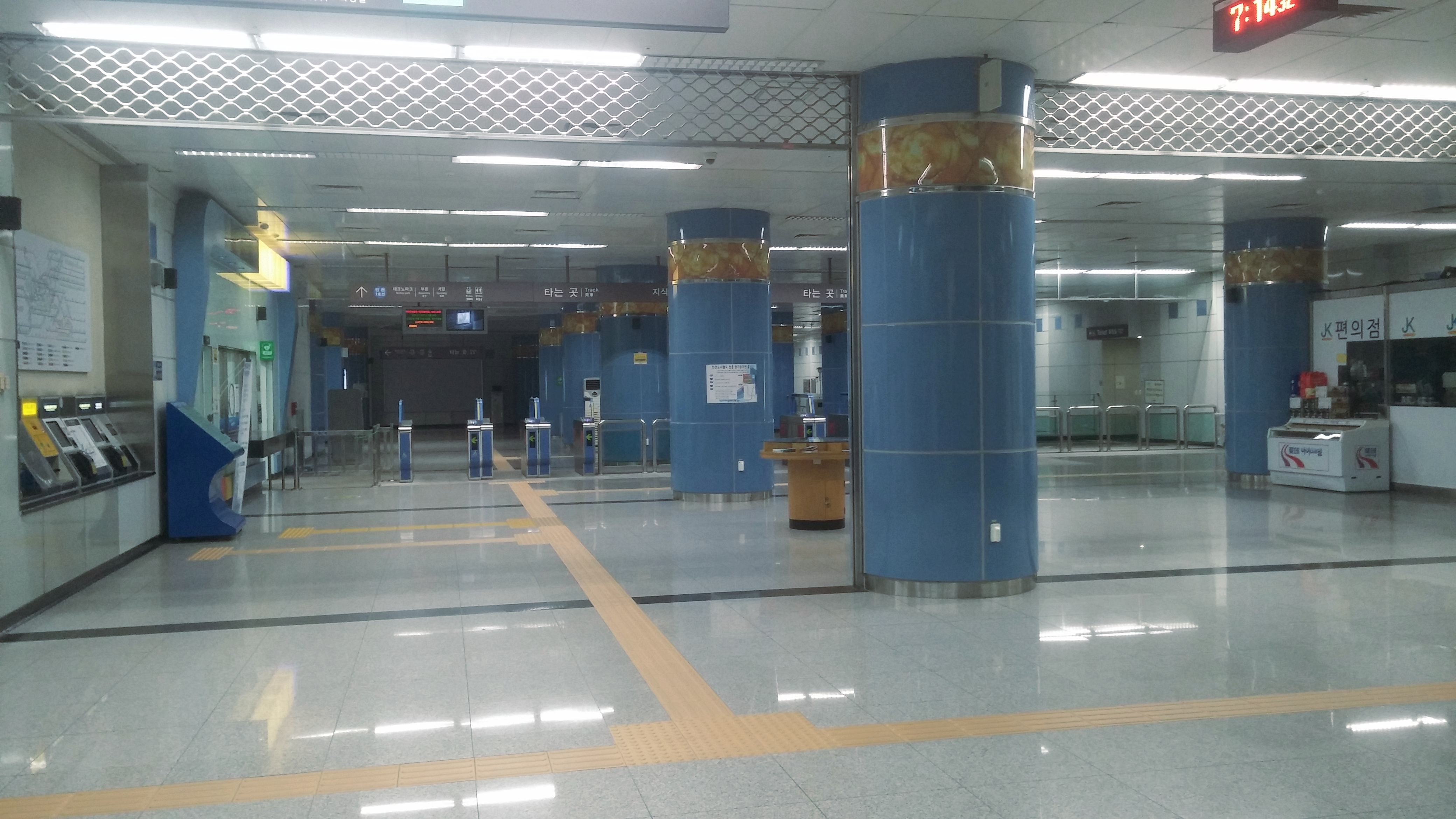
車站大廳
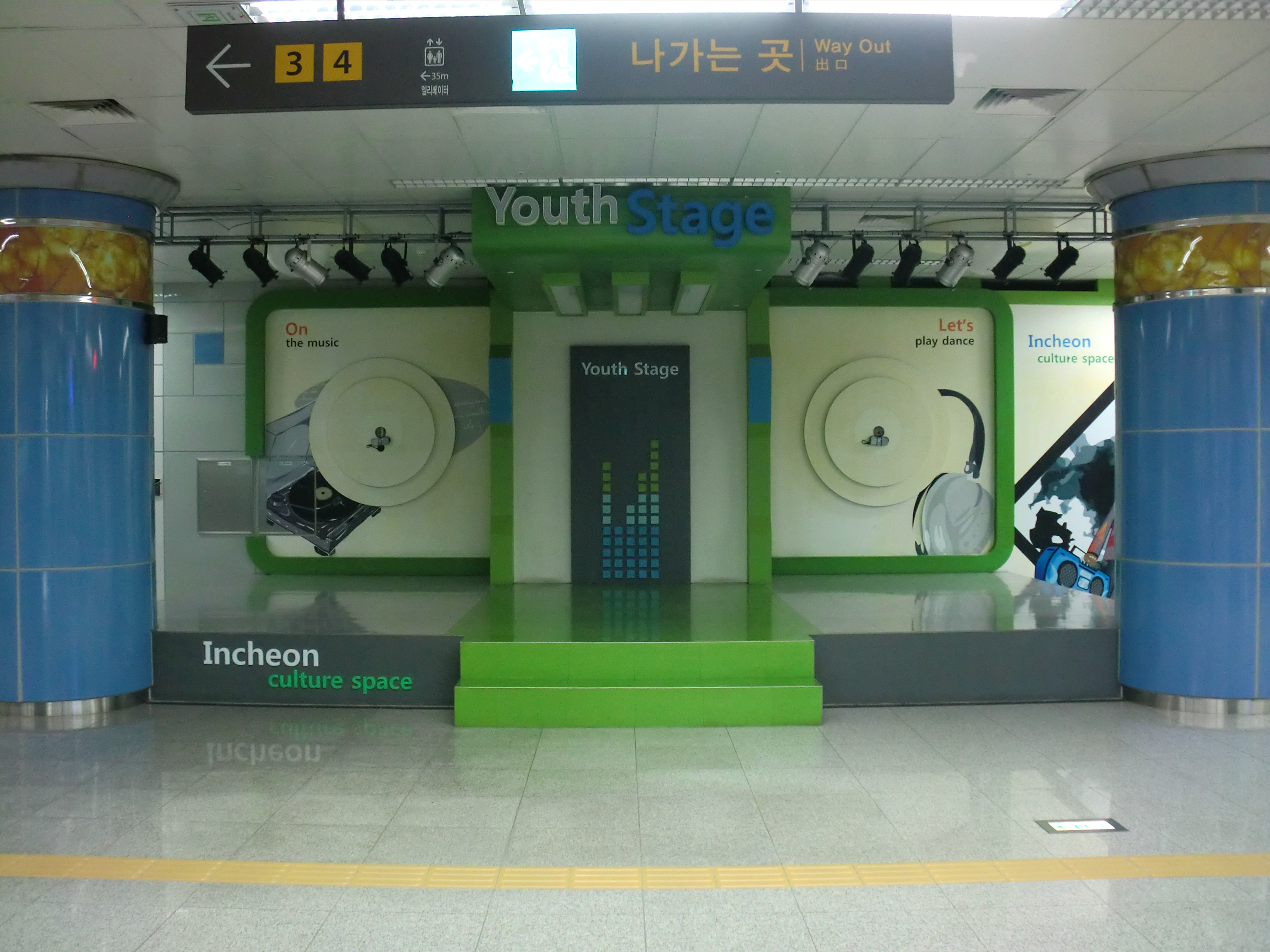
站內空間
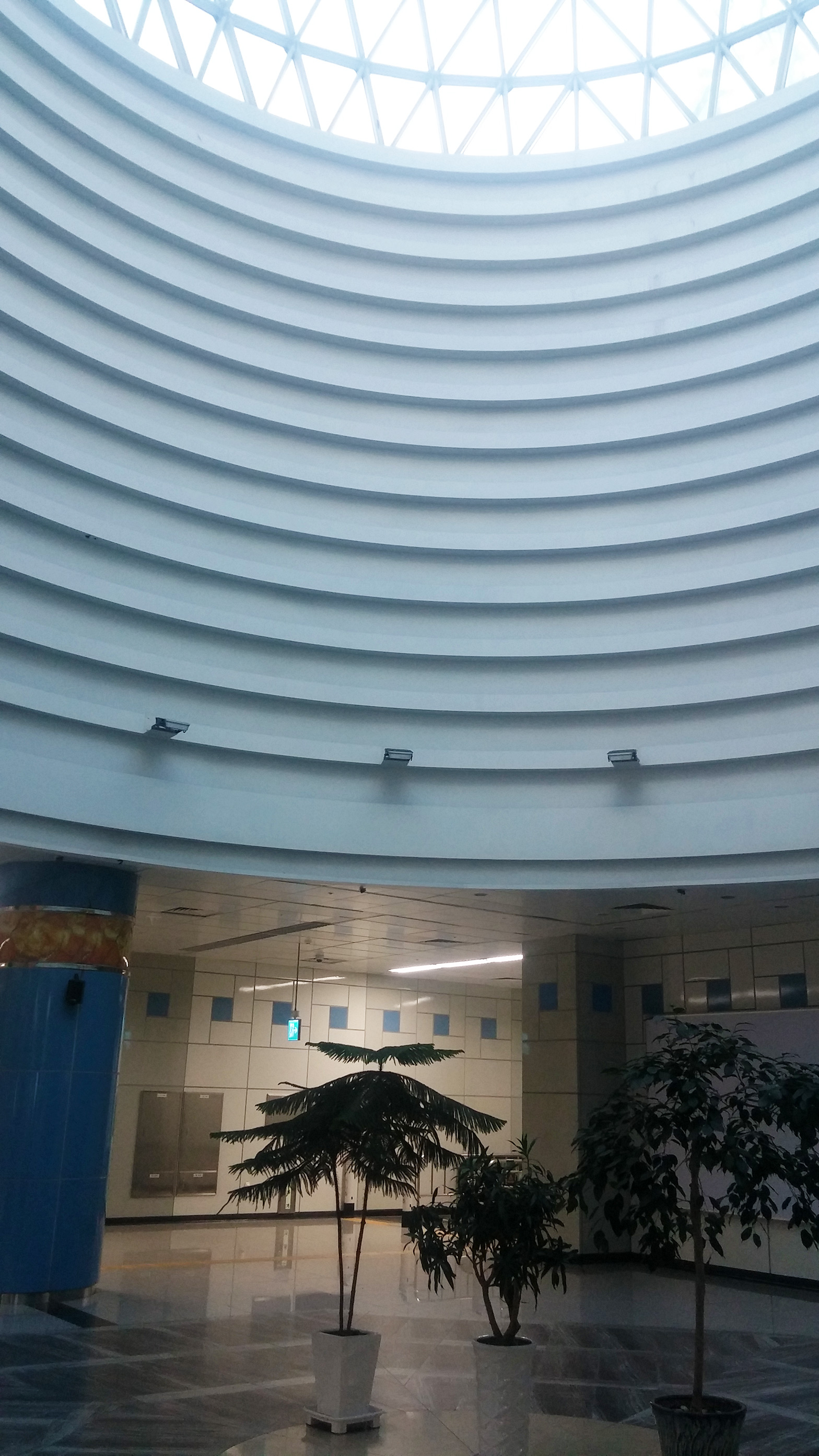
建築內部
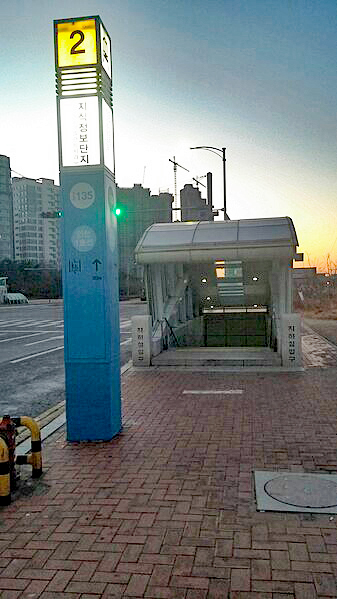
2號出口
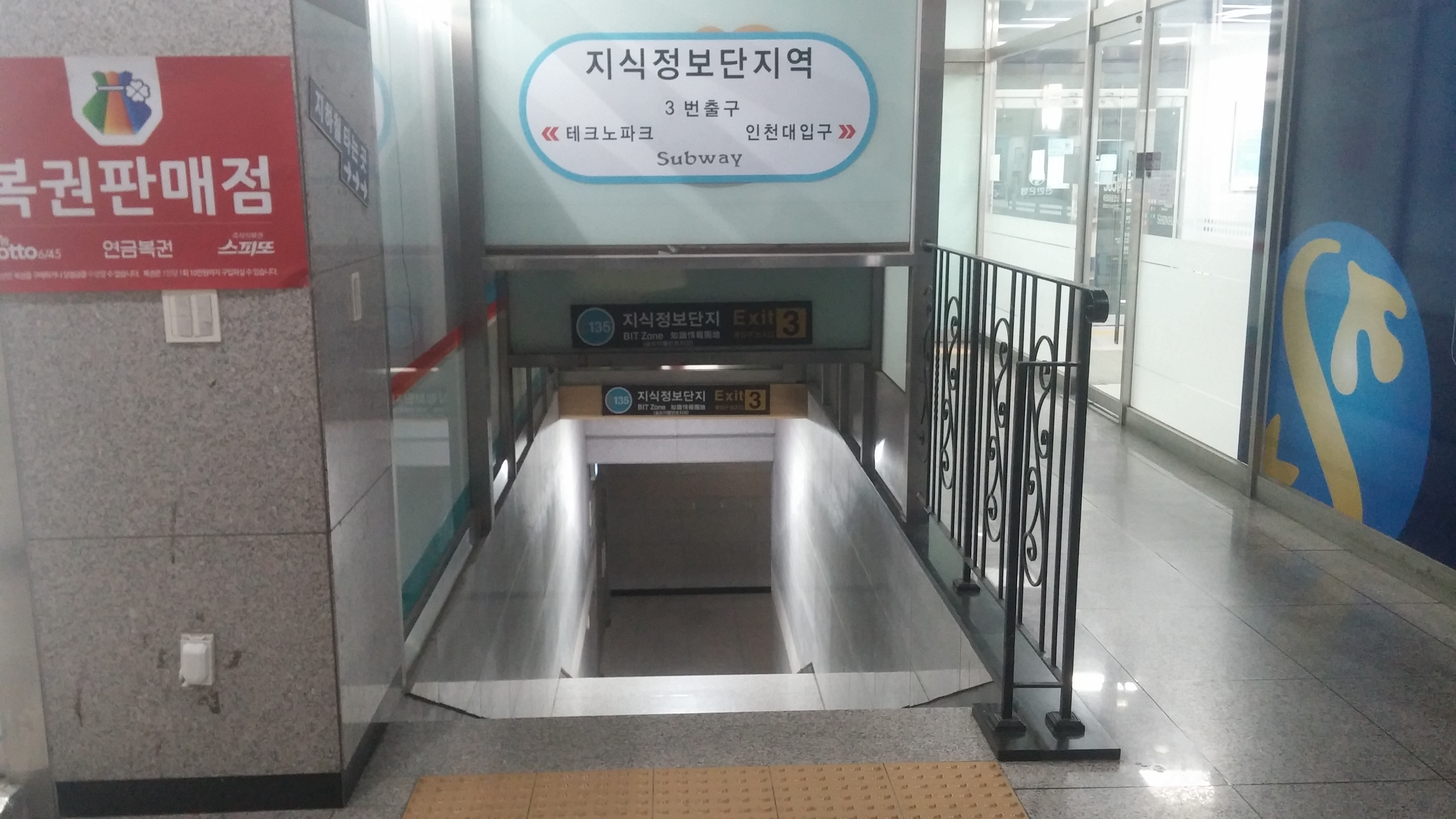
3號出口
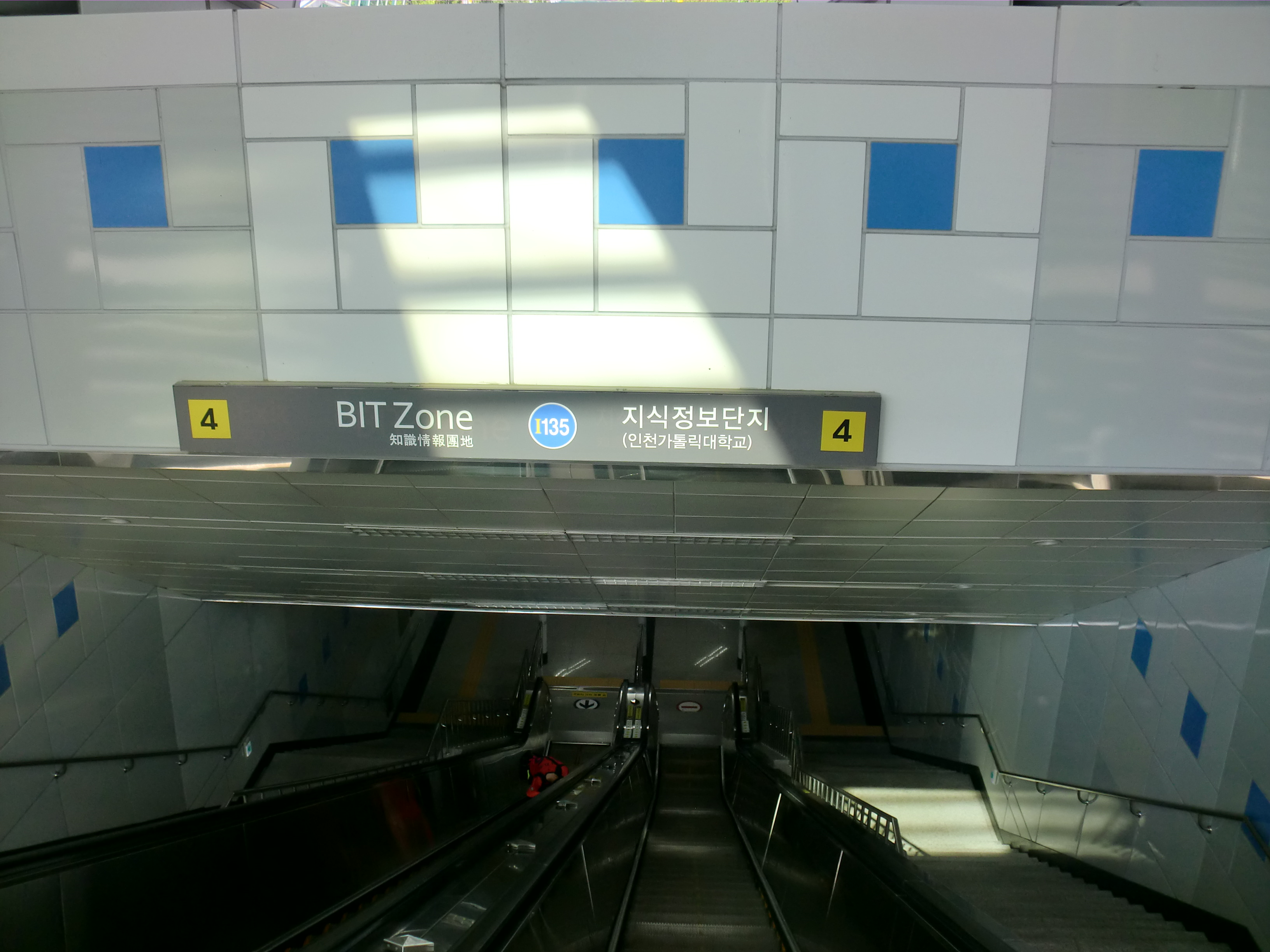
4號出口
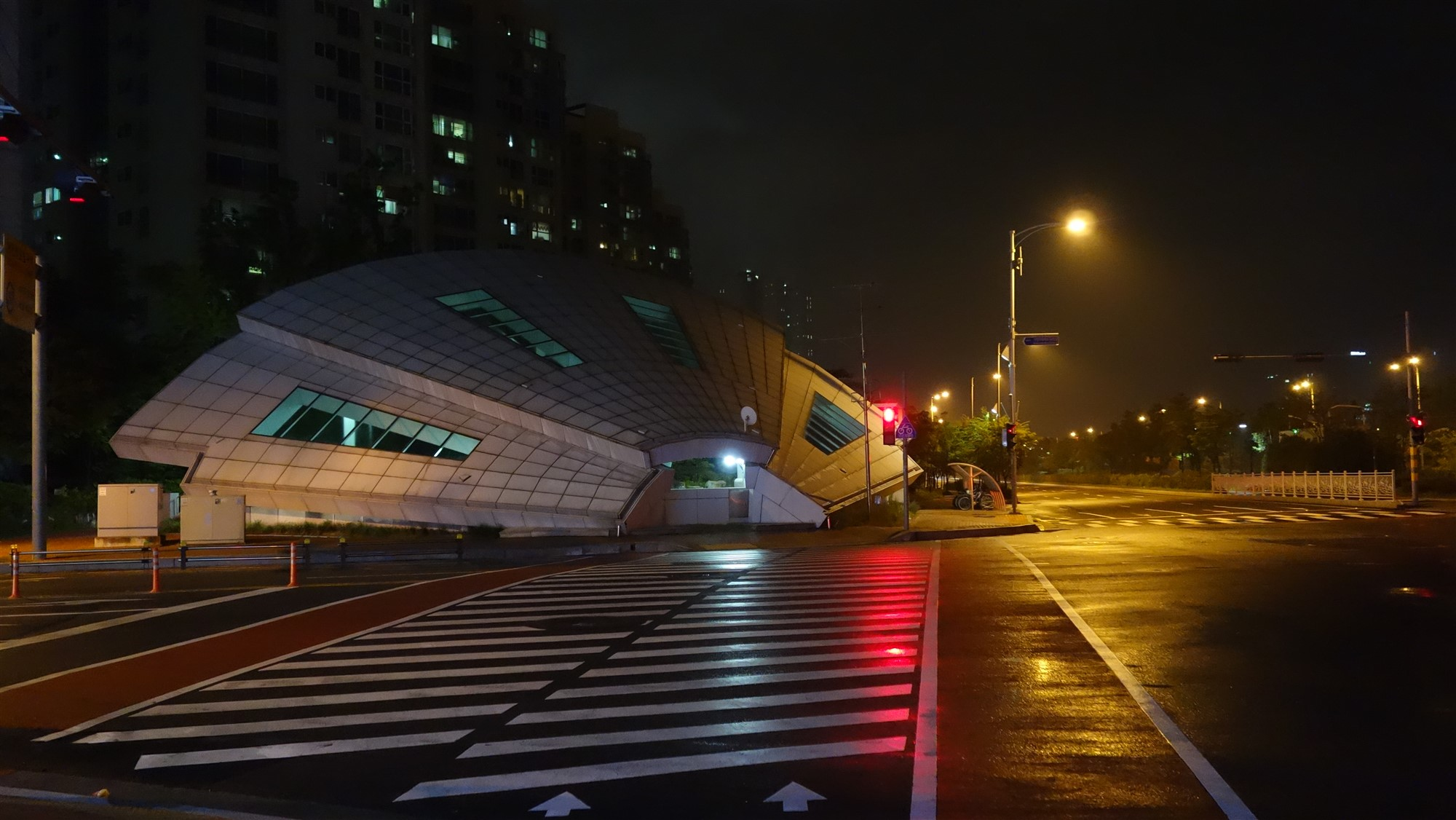
夜間出口

## 相鄰車站
仁川交通公社
●仁川都市鐵道1號線
科技公園（I134）－知識信息園區（I135）－仁川大學（I136）